# 池内涼子
池内 涼子（いけうち りょうこ、1982年生まれ）は、日本のAV女優。NAXプロモーション所属

## 略歴・人物
2017年4月、マドンナの専属女優としてデビューした熟女系AV女優。34歳の専業主婦。

## 出演作品

### アダルトDVD
2017年
- 気持ち良くなりたくて… 元銀行員受付の人妻 夫に内緒でこっそりと 決意のAVデビュー!!（4月25日、マドンナ）
- 隣人で目覚めた絶頂…。（5月25日、マドンナ）
- ヤラしい義父の嫁いぢり お義父さん、もう許して下さい…（6月13日、マドンナ）
- 人妻ナンパ自宅中出し×PRESTIGE PREMIUM 欲求不満な人妻4名in新宿・世田谷・麻布十番 08（11月3日、プレステージ）他出演:奈美、里奈、ふみか
- 浮気精液まみれ妻（12月24日、ジュエル）※「田澤明子」名義

2018年
- 『愛し合う夫婦が残したいメモリアルヌードフォト』と題された雑誌の企画と妻を騙し、絶倫チ○ポ男と素肌密着偽撮影会で寝取られ検証!! 旦那よりも若くてカチカチに反り返ったチ○ポがマ○コまで3cmに超接近して奥さん急激欲情!?旦那が近くにいるにも関わらず生中出し!!12発!!（1月19日、DOC）※「ゆうこ」名義　他出演:あいこ、さとみ、まな
- イケメンが熟女を部屋に連れ込んでSEXに持ち込む様子を盗撮したDVD。 90 〜強引にそのまま中出ししちゃいました〜（2月1日、熟女JAPAN）※「いちか」名義　他出演:まりえ
- 人妻肉欲家政婦 エロ小説家に妻を好き放題弄ばれ中出しペットに調教されました（2月13日、アクアモール）
- 素人妻と童貞くんの筆下ろしドキュメント! ディープキスで火がつき満足するまで止まらない奥様のピストン騎乗位で連続射精!（2月15日、ピーターズ）他出演:五十嵐潤、君島みお、小野寺梨紗
- 女子大生新歓コンパ居酒屋 女子の酒に睡眠薬を入れたらバッタバッタ倒れて大変なことになったついでにチャンスとばかりに猥褻を楽しんだオレたちwww（2月25日、レッド）他出演:愛華みれい、鈴ノ木桜、荒木まい、永井みひな、今井ゆあ、月野ゆりあ、卯水咲流、二宮和香 ほか
- 夢の「巨根サプリ」で人生激変! 負け組→勝ち組大逆転www 短小包茎ED独身58才男はとある巨根サプリを飲んだところフルボッキ18cmチ○ポに! 2 ガールズバーやキャバクラでデカチンを見せたらお持ち帰りできたウソのような本当の話（2月25日、レッド）他出演:卯水咲流、永井みひな ほか
- 会社研修旅行の旅館で… 同僚女子社員の部屋におじゃまして飲んでいると先輩がガチ口説きで1人を連れて襖の向こうに!残されたボクらも二人きりに! 3 そんな状況にドキドキ!先輩たちを耳を澄まして覗いているうちに…（3月7日、東京スペシャル）他出演:卯水咲流、永井みひな ほか
- 素人ヘアヌード大図鑑 〜若妻編（3月9日、S級素人）他出演:明里ともか、筒井まほ、藍奈みずき、瀬戸ゆう、青山はな ほか
- 素人三十路妻童貞筆おろしドキュメント（3月15日、センタービレッジ）他出演:ひらり、愛華みれい、阿部栞菜、きみと歩実、明里ともか
- 街角シロウトナンパ! vol.03 〜占い女子編〜（3月23日、プレステージ）※「あすみ」名義　他出演:すみれ。まこ、のぞみ、ひな
- レッド突撃隊SP企画! デジタルタイマーと音量計でゲームスタート! 声出しちゃダメよ!イッたら負けよ! 3分間電マに耐えたら10万円ゲーム 「ダメダメ!それ以上刺激されると変になっちゃうぅぅぅぅ」（3月25日、レッド）他出演:澁谷果歩、愛華みれい、星川ういか、美咲まや、鈴ノ木桜、永井みひな、川越ゆい、松井レナ、百合川さら ほか
- 魔法のストップウォッチで仲居さんや宿泊客たちを?! 時間よ止まれ! チラリズム! 旅先の温泉旅館でやりたい放題! めくり放題!のぞき放題!さわり放題!なんでもやり放題?!（4月25日、レッド）他出演:澁谷果歩、永井みひな、愛華みれい、美咲まや、香苗レノン、鈴ノ木桜、百合川さら、星川ういか、河西あみ、松井レナ、堀越なぎさ、川越ゆい ほか
- お願いだからババアと呼ばないで（5月4日、光夜蝶）
- 夫の傍でしか私を弄ばない息子の歪んだ性癖（5月4日、NON）
- 秘湯めぐり美女 混浴温泉に単独で来た女性たちが睡眠薬入りの地酒を飲まされ昏睡したところを強姦にあっていた事件映像 4（5月25日、レッド）他出演:卯水咲流、永井みひな、佐々木莉那
- 湘南海岸 無料チケットで勧誘! オシャレ海の家 昏睡中出しエステ 3（5月25日、レッド）※「さおり」名義　他出演:ゆうか、あゆみ、みさき
- 今日も義父に玩具にされて…（6月1日、光夜蝶）
- 引きこもりの息子と二人きり ●●君!やめて! 性欲暴走息子の標的はママ 「ママ み〜つけた♪」（6月7日、東京スペシャル）他出演:二階堂ゆり、蓮実クレア、小川桃果、青山はな、百合川さら、愛華みれい ほか
- 人妻デリヘル呼んだら上司の奥さん!しかも超清楚美人!初出勤の彼女に、素股を教えるフリしてそのままヌルリと挿入!若くて固い部下ち●ぽにイキまくる不貞妻!「もうやめて!」失神寸前の痙攣ま●こに容赦なく何度も挿入して連続生中出し!（6月8日、SCOOP）他出演:蓮実クレア、内川桂帆、明里ともか
- 露天風呂 覗き常習犯の男が昏睡薬を入手し昏睡○○○していた顛末 3（7月7日、東京スペシャル）他出演:澁谷果歩、美咲まや、星川ういか
- ｢おばさんを酔わせてどうするつもり?｣若い男女で溢れ返る相席居酒屋で一人呑みしている熟女を狙い撃ちで口説いてお持ち帰り! 寂しさと欲求不満が募った素人奥さんの乾いたカラダはよく濡れる!! VOL.14（7月12日、熟女LABO）※「ななみ」名義　他出演:結
- 誘惑的パンチラコレクション 6（7月25日、アロマ企画）他出演:桜ちなみ、早乙女らぶ、瀬戸すみれ、紗籐まゆ、小枝成実
- パリピ!NTR!ボクだけ短小包茎に彼女は憮然! 彼女の誕生パーティーで招待したデカチン18cmの親友に寝取られた 4 酔い潰れたボクが目を覚ますと彼女が招待した友人たちと楽しそうにSEXしていた話（8月25日、レッド）他出演:青山はな、松井レナ、永井みひな
- 婚活女子×PRESTIGE PREMIUM 02 噂の個室型婚活パーティーに参加している女性を落とすまでの完全リアルドキュメント。（8月31日、プレステージ）※「佐伯優子」名義　他出演:朱理沙、桐谷なお、えま
- 女上司にディープキス強要されながら可愛い部下に優しくフェラチオされ続ける。（10月13日、アロマ企画）他出演：冬木舞、西野はる、早乙女らぶ、高稲夏鈴、杏野唯香、さくらい麻乃、武藤あやか
- マッサージあるある【番外編】 女ざかりの熟練セラピストは好みの男性客だと必要以上の施術サービスをしてしまう件（12月13日、アロマ企画）他出演：宮村ななこ、美咲結衣、一条綺美香

2019年
- お願いだからババアと呼ばないで… 2（11月29日、光夜蝶）他出演：福山美佳、明里ともか、新尾きり子、小野さち子

2022年
- 「こんなところでゴメンなさい…。でも、もう我慢出来なかったの…」トイレが故障で使えず膀胱限界の放尿婦人 36人（6月21日、アクアモール）

### VR
- 電脳風俗デリバリーヘルス 人妻城 VR店（2017年11月18日、FuuTube）